# Sari Amel Mohammadia
Ne doit pas être confondu avec Perrégauloise Gallia Sports.
Pour les articles homonymes, voir SAM.
Maillots
Dernière mise à jour : 16 mars 2024.
Le Sari Amel Mohammadia (en arabe : سريع أمل المحمدية), plus couramment abrégé en SA Mohammadia ou encore en SAM, est un club algérien de football fondé en 1917 et basé dans la commune de Mohammadia à Mascara.

## Histoire

### Époque coloniale française
Le SA Mohammadia ne doit pas être confondu avec le club des colons français le Perrégauloise Gallia Sports (PGS) qui existait avant 1962.

### Époque de l'Algérie indépendante
Après plusieurs années passées entre 2e et 3e divisions, le Sari Amel Mohammadia est parvenu à concrétiser le rêve de plusieurs générations en réalisant trois accessions successives (et passant par la Division d'Honneur, la Régional puis la Division 2) et jouer enfin pour la première et l'unique fois de son histoire en D1 algérienne lors de la saison 1998-1999.
En Coupe d'Algérie, le SAM est parvenu à se hisser en 1976 aux demi-finales de la compétition mais fut éliminé par le MC Alger après 2 défaites à l'aller (1-3) et au retour (0-7).
En 2009, le SAM arrive encore une fois aux tours avancés, aux quarts de finale et fut éliminé par l'USM Annaba (2-0).
Actuellement, le club évolue en Régionale 2 de la Ligue de Saïda (D5),.

## Bilan sportif

### Palmarès
| Compétitions nationales |                                                  |
| --- | ------------------------------------------------ |
| \| - Ligue 2 (1) : - Champion Groupe Ouest : 1997-98. - D3 (4) : - Champion Groupe Ouest : 1969-70, 1982-83, 1996-97 et 1999-00. \| - Coupe d'Algérie : - Demi-finaliste : 1975-76 . \| |                                                  |
| - Ligue 2 (1) : - Champion Groupe Ouest : 1997-98. - D3 (4) : - Champion Groupe Ouest : 1969-70, 1982-83, 1996-97 et 1999-00.                                                           | - Coupe d'Algérie : - Demi-finaliste : 1975-76 . |

### Bilan par compétition
| Compétition     | Saisons | Titres | J   | G   | N   | P   | Bp  | Bc  | Diff. |
| --------------- | ------- | ------ | --- | --- | --- | --- | --- | --- | ----- |
| Ligue 1         | 1       | -      | 26  | 6   | 9   | 11  | 22  | 33  | -11   |
| Ligue 2         | 29      | 1      | ... | ... | ... | ... | ... | ... | ...   |
| Division 3      | 22      | 4      | ... | ... | ... | ... | ... | ... | ...   |
| Division 4      | 6       | 3      | ... | ... | ... | ... | ... | ... | ...   |
| Division 5      | 3       | 1      | ... | ... | ... | ... | ... | ... | ...   |
| Coupe d'Algérie | 55      | -      |     |     |     |     |     |     |       |
| Total           | 61      | ...    | ... | ... | ... | ... | ... | ... | ...   |

## Parcours

### Classement en championnat par année
- 1962-63 : ? , ?e
- 1963-64 : ? , ?e
- 1964-65 : ? , ?e
- 1965-66 : ? , ?e
- 1966-67 : D3, DH Ouest, 10e
- 1967-68 : D3, DH Ouest, 5e
- 1968-69 : D3, DH Ouest, 7e
- 1969-70 : D3, DH Ouest, 1er
- 1970-71 : D2, Gr. Centre-Ouest, 11e
- 1971-72 : D2, Gr. Ouest, ?e
- 1972-73 : D2, Gr. Ouest, ?e
- 1973-74 : D2, Gr. Ouest, ?e
- 1974-75 : D2, Gr. Ouest, ?e
- 1975-76 : D2, Gr. Ouest, ?e
- 1976-77 : D2, Gr. Ouest, ?e
- 1977-78 : D2, Gr. Ouest, ?e
- 1978-79 : D2, Gr. Ouest, ?e
- 1979-80 : D3, Régional Ouest, ?e
- 1980-81 : D3, DH Ouest, 1er (barragiste)
- 1981-82 : D3, Régional Ouest, ?e
- 1982-83 : D3, Régional Ouest, 1er
- 1983-84 : D2, Gr. Centre-Ouest, 11e
- 1984-85 : D2, Gr. Ouest, 15e
- 1985-86 : D3, Régional Ouest, ?e
- 1986-87 : D3, Régional Ouest, ?e
- 1987-88 : D3, Régional Ouest, ?e
- 1988-89 : D4, DH Ouest, ?e
- 1989-90 : D4, DH Ouest, 1er
- 1990-91 : D3, Régional Ouest, 16e
- 1991-92 : D4, DH Ouest, 1er
- 1992-93 : D3, Régional Ouest, ?e
- 1993-94 : D3, Régional Ouest, ?e
- 1994-95 : D4, DH Ouest, ?e
- 1995-96 : D4, DH Ouest Gr. C, 1er
- 1996-97 : D3, Gr. Ouest, 1er
- 1997-98 : D2, Gr. Ouest, 1er
- 1998-99 : D1, Gr. Centre-Ouest, 12e
- 1999-00 : D3, Gr. Ouest, 1er
- 2000-01 : D2, Gr. Centre-Ouest, 12e
- 2001-02 : D2, Gr. Centre-Ouest, 11e
- 2002-03 : D2, Gr. Centre-Ouest, 9e
- 2003-04 : D2, Gr. Ouest, 5e
- 2004-05 : D2, 11e
- 2005-06 : D2, 15e
- 2006-07 : D2, 14e
- 2007-08 : D2, 14e
- 2008-09 : D2, 5e
- 2009-10 : D2, 10e
- 2010-11 : D2, Ligue 2, 9e
- 2011-12 : D2, Ligue 2, 13e
- 2012-13 : D2, Ligue 2, 15e
- 2013-14 : D3, DNA Ouest, 7e
- 2014-15 : D3, DNA Ouest, 6e
- 2015-16 : D3, DNA Ouest, 5e
- 2016-17 : D3, DNA Ouest, 11e
- 2017-18 : D3, DNA Ouest, 11e
- 2018-19 : D3, DNA Ouest, 12e
- 2019-20 : D3, DNA Ouest, 16e
- 2020-21 : D3, inter-régions Ouest Gr.D1, 8e
- 2021-22 : D4, R1 LRF Saida groupe B, 8e
- 2022-23 : D5, R2 LRF Saida groupe A, ?e
- 2023-24 : D5, R2 LRF Saida groupe A, ?e
- 2024-25 : D5, R2 LRF Saida groupe A, 1re
- 2025-26 : D4, R1 LRF Saida, ?e

### Parcours du SA Mohammadia en Coupe d'Algérie
| Saison  | Tour        | Adversaire        | Résultat      |
| 1962-63 | ?           | ?                 | ?             |
| 1963-64 | 1/32 finale | ES Mostaganem     | 4-1           |
| 1964-65 | 1/64 finale | SSEP Maghnia      | 3-2           |
| 1965-66 | 1/32 finale | CR Témouchent     | 4-1           |
| 1966-67 | 1/16 finale | RC Oran           | 3-2           |
| 1967-68 | 1/64 finale | ?                 | ?             |
| 1968-69 | 1/32 finale | JSM Tiaret        | 2-0           |
| 1969-70 | 1/32 finale | MC Oran           | 2-1           |
| 1970-71 | 1/8 finale  | MC Saida          | 2-1           |
| 1971-72 | 1/16 finale | MC Saida          | 2-1           |
| 1972-73 | ?           | ?                 | ?             |
| 1973-74 | 1/32 finale | USM Bel Abbès     | 4-2           |
| 1974-75 | ?           | ?                 | ?             |
| 1975-76 | 1/2 finale  | MC Alger          | 1-3 et 0-7    |
| 1976-77 | ?           | ?                 | ?             |
| 1977-78 | ?           | ?                 | ?             |
| 1978-79 | ?           | ?                 | ?             |
| 1979-80 | 1/8 finale  | ASM Oran          | 4-0           |
| 1980-81 | ?           | ?                 | ?             |
| 1981-82 | 1/32 finale | Nasr Es Senia     | 0-0 t.a.b 4-3 |
| 1982-83 | ?           | ?                 | ?             |
| 1983-84 | ?           | ?                 | ?             |
| 1984-85 | 1/32 finale | IRB Medrissa      | 3-2 a.p       |
| 1985-86 | 2e T.R      | IRB Arzew         | ?             |
| 1986-87 | ?e T.R      | ?                 | ?             |
| 1987-88 | 1/64 finale | CMH Oran          | 1-0           |
| 1988-89 | ?e T.R      | ?                 | ?             |
| 1989-90 | Non jouée   | Non jouée         | Non jouée     |
| 1990-91 | 1/64 finale | CRB Sfisef        | ?             |
| 1991-92 | ?e T.R      | ?                 | ?             |
| 1992-93 | Non jouée   | Non jouée         | Non jouée     |
| 1993-94 | 1/64 finale | Nadi CNAS Oran    | 1-0           |
| 1994-95 | ?e T.R      | ?                 | ?             |
| 1995-96 | 3e T.R      | NRB Ain Nouissy   | 2-0           |
| 1996-97 | ?e T.R      | ?                 | ?             |
| 1997-98 | ?e T.R      | ?                 | ?             |
| 1998-99 | 1/32 finale | HB Chelghoum Laid | 4-1           |

| Saison  | Tour              | Adversaire         | Résultat      |
| 1999-00 | ?e T.R            | ?                  | ?             |
| 2000-01 | 1/8 finale        | CR Belouizdad      | 2-1           |
| 2001-02 | 1/32 finale       | CRB Mila           | 0-0 t.a.b 4-2 |
| 2002-03 | 1/16 finale       | MC Oran            | 2-1           |
| 2003-04 | Avant dernier T.R | IS Tighennif       | ?             |
| 2004-05 | 1/32 finale       | A Bou Saada        | 0-0 t.a.b     |
| 2005-06 | ?e T.R            | ?                  | ?             |
| 2006-07 | Avant dernier T.R | MC Saida           | ?             |
| 2007-08 | 1/64 finale       | JS Sig             | 1-0           |
| 2008-09 | 1/4 finale        | USM Annaba         | 2-0           |
| 2009-10 | 1/32 finale       | JS Hai Djebel      | 2-1           |
| 2010-11 | 1/64 finale       | IR Bouhenni Tiaret | 1-0           |
| 2011-12 | 1/64 finale       | JSM Tiaret         | ?             |
| 2012-13 | Avant dernier T.R | JSM Tiaret         | 3-0           |
| 2013-14 | 1/64 finale       | MC El Bayadh       | 2-1           |
| 2014-15 | Avant dernier T.R | MC Saida           | 2-2 t.a.b     |
| 2015-16 | 1/64 finale       | JSM Tiaret         | 4-2           |
| 2016-17 | 3e T.R            | MB Hassasna        | 2-1           |
| 2017-18 | 1/32 finale       | JS Saoura          | 2-1           |
| 2018-19 | 1/8 finale        | CR Belouizdad      | 3-0           |
| 2019-20 | Avant dernier T.R | WAB Tissemsilt     | 3-0 forfait   |
| 2020-21 | Non jouée         | Non jouée          | Non jouée     |
| 2021-22 | Non jouée         | Non jouée          | Non jouée     |
| 2022-23 | /                 | Non Engagé         | /             |
| 2023-24 | /                 | Non Engagé         | /             |
| 2024-25 | /                 | Non Engagé         | /             |

## Personnalités du club

### Anciens présidents
- Chekroun Daho
- Khodja Hocine
- Benfetta Noureddine

### Anciens entraîneurs
- Abdellah Mecheri
- Bordji

## Identité du club

### Logos et couleurs
Les couleurs du Sari Amel Mohammadia sont l'Orange et le Vert inspiré du patrimoine important en oranger de la commune connue comme "La ville des oranges".

Ancien logo
Logo actuel

### Historique des noms officiels du club
| Rapide Club Musulman de Perrégaux (RCMP) |
| ---------------------------------------- |

| Stade Athlétique de Mohammadia (SAM) |
| ------------------------------------ |

| Ittihad Riadhi Baladiat Mohammadia (IRBM) |
| ----------------------------------------- |

| Stade Athlétique de Mohammadia (SAM) |
| ------------------------------------ |

| Sari Amel Mohammedia (SAM) |
| -------------------------- |

## Principaux sponsors
- APC Mohammadia
- APW Mascara